# Anan Buasang
Anan Buasang (thailändisch อนันต์ บัวแสง, * 30. September 1992 in Khon Kaen) ist ein thailändischer Fußballspieler.

## Karriere
Anan Buasang erlernte das Fußballspielen in der Jugendmannschaft von Bangkok Glass. Seinen ersten Vertrag unterschrieb er 2012 beim BGC FC. Die Mannschaft war die Reservemannschaft des Erstligisten Bangkok Glass. Mit dem Verein spielte er in der Dritten Liga. Hier trat der Verein in der Region Bangkok an. Die Hinrunde 2013 wurde er an den Zweitligisten Ayutthaya FC nach Ayutthaya ausgeliehen. Nach der Ausleihe unterschrieb er einen Vertrag bei seinem Jugendverein Bangkok Glass. 2014 gewann er mit BG den FA Cup. Das Endspiel gegen den Erstligisten Chonburi FC wurde mit 1:0 gewonnen. Am 1. Januar 2016 wechselte er zum Ligakonkurrenten Buriram United. Mit dem Verein aus Buram gewann er im gleichen Jahr den Thai League Cup, den Kor Royal Cup und die Mekong Club Championship. Die Saison 2017 wurde er von Buriram an den Zweitligisten PT Prachuap FC ausgeliehen. Mit dem Verein aus Prachuap wurde er am Ende der Saison Tabellendritter und stieg in die erste Liga auf. Nach Vertragsende in Buriram verpflichtete ihn Mitte Dezember 2017 Ligakonkurrent Chainat Hornbill FC. Für den Verein aus Chainat spielte er die Hinrunde 2018. Für Chainat stand er einmal in der ersten Liga auf dem Spielfeld. Nach der Hinrunde wurde sein Vertrag nicht verlängert. Seit dem 1. Juni 2018 ist Anan Buasang vertrags- und vereinslos.

## Erfolge
Bangkok Glass
- FA Cup:  2014

Buriram United
- Thai League Cup: 2016
- Kor Royal Cup: 2016
- Mekong Club Championship: 2016

PT Prachuap FC
- Thai League 2: 2017 (3. Platz)  ▲